# Реактор большой мощности канальный
Реактор большой мощности канальный (РБМК) — серия энергетических ядерных реакторов, разработанных в Советском Союзе. Реактор серии РБМК - канальный, гетерогенный, графито-водный, кипящего типа, на тепловых нейтронах. Теплоноситель — кипящая вода.
Главный конструктор реакторной установки: НИКИЭТ, академик Доллежаль Н. А.

Научный руководитель проекта: ИАЭ им. И. В. Курчатова, академик Александров А. П.

Генеральный проектировщик (ЛАЭС): ГСПИ-11 (ВНИПИЭТ), Гутов А. И.

Главный конструктор турбоустановки: ХТГЗ, «Турбоатом», Косяк Ю. Ф.

Разработчик металлоконструкции: ЦНИИПСК, Мельников Н. П.

Головная материаловедческая организация: «Прометей», Капырин Г. И.

Проектировщик и изготовитель электромеханического оборудования СУЗ, КТО: КБ завода «Большевик», Клаас Ю. Г.
На данный момент серия этих реакторов включает в себя три поколения. Головной реактор серии — 1-й и 2-й блоки Ленинградской АЭС.

## История создания и эксплуатации

### Проект
Реактор первой в мире АЭС (АМ-1 («Атом Мирный»), Обнинская АЭС, 1954 год) был уран-графитовым канальным реактором с водяным теплоносителем. Отработка технологий уран-графитовых реакторов производилась на промышленных реакторах, в том числе реакторах «двойного» назначения (двухцелевых реакторах), на которых, помимо «военных» изотопов, производилась электроэнергия, а тепло использовалось для отопления близлежащих городов.
Промышленные реакторы, которые были построены в СССР: А (1948), АИ (ПО «Маяк» в Озёрске), АД (1958), АДЭ-1 (1961) и АДЭ-2 (1964) (Горно-химический комбинат в Железногорске), И-1 (1955), ЭИ-2 (1958), АДЭ-3 (1961), АДЭ-4 (1964) и АДЭ-5 (1965) (Сибирский химический комбинат в Северске).
С 1960-х годов в СССР начата разработка чисто энергетических реакторов типа будущего РБМК. Некоторые конструкторские решения отрабатывались на опытных энергетических реакторах «Атом Мирный Большой»: АМБ-1 (1964 год) и АМБ-2 (1967 год), установленных на Белоярской АЭС.
Разработка собственно реакторов серии РБМК началась с середины 60-х годов и опиралась, в значительной мере, на большой и успешный опыт проектирования и строительства промышленных уран-графитовых реакторов. Основные преимущества реакторной установки виделись создателями в:
- максимальном применении опыта уран-графитовых реакторов[что?];
- отработанных связях между заводами, налаженном выпуске основного оборудования;
- состоянии промышленности и строительной индустрии СССР;
- многообещающих нейтронно-физических характеристиках (малое обогащение топлива).

В целом конструктивные особенности реактора повторяли опыт предыдущих уран-графитовых реакторов. Новыми стали топливный канал, параметры теплоносителя, сборки тепловыделяющих элементов, изготавливающиеся из новых конструкционных материалов — сплавов циркония, а также форма топлива — металлический уран был заменён его диоксидом. По первоначальному техническому заданию реактор должен был быть двухцелевым, то есть при изменении теплотехнических параметров мог нарабатывать оружейный плутоний. Однако, при проработке проекта от этой идеи было решено отказаться, и в дальнейшем реактор проектировался как одноцелевой — для производства электрической и тепловой энергии.
Работы над проектом начались в ИАЭ (РНЦ КИ) и НИИ-8 (НИКИЭТ) в 1964 году. В 1965 году проект получил название Б-190, а разработка технического проекта была поручена конструкторскому бюро завода «Большевик», так как изначально планировалось, что завод станет головным по изготовлению оборудования для этого типа реакторов. В 1966 году технический проект реактора был представлен на НТС Минсредмаша. Проект не был утверждён из-за ряда технических замечаний и предложений, и дальнейшая работа над проектом была поручена НИИ-8 (НИКИЭТ), руководимому Доллежалем.

### Первое поколение
15 апреля 1966 года главой Минсредмаша Е. П. Славским было подписано задание на проектирование Ленинградской атомной электростанции в 70 км по прямой к западу от Ленинграда в 4 км от поселка Сосновый Бор. В начале сентября 1966 года проектное задание было закончено.
29 ноября 1966 года Советом Министров СССР принято постановление № 800—252 о строительстве первой очереди ЛАЭС, определена организационная структура и кооперация предприятий для разработки проекта и сооружения АЭС.
Первый энергоблок с реактором модели РБМК-1000 запущен в 1973 году на Ленинградской АЭС.
При строительстве первых энергетических АЭС в СССР бытовало мнение, что атомная станция является надёжным источником энергии, а возможные отказы и аварии — маловероятные или даже гипотетические события. Кроме того, первые блоки сооружались внутри системы среднего машиностроения и предполагали эксплуатацию организациями этого министерства. Правила по безопасности на момент разработки либо отсутствовали, либо были несовершенны. По этой причине на первых энергетических реакторах модели РБМК-1000 и ВВЭР-440 не было в достаточном количестве систем безопасности, что потребовало в дальнейшем серьёзной модернизации таких энергоблоков. В частности, в первоначальном проекте первых двух блоков РБМК-1000 Ленинградской АЭС не было гидробаллонов системы аварийного охлаждения реактора (САОР), количество аварийных насосов было недостаточным, отсутствовали обратные клапаны (ОК) на раздаточно-групповых коллекторах (РГК) и пр. В дальнейшем, в ходе модернизации, все эти недостатки были устранены.
Дальнейшее строительство блоков РБМК предполагалось осуществлять для нужд Министерства энергетики и электрификации СССР. Учитывая меньший опыт работы Минэнерго с АЭС, в проект были внесены существенные изменения, повышающие безопасность энергоблоков. Кроме того, были внесены изменения, учитывающие опыт работы первых РБМК. В том числе были применены гидробаллоны САОР, функцию аварийных электронасосов САОР стали выполнять 5 насосов, применены обратные клапаны в РГК, сделаны другие доработки. По этим проектам были построены энергоблоки 1, 2 Курской АЭС и 1, 2 Чернобыльской АЭС. На этом этапе закончилось строительство энергоблоков РБМК-1000 первого поколения (6 энергоблоков).

### Второе поколение
Дальнейшее совершенствование АЭС с РБМК началось с проработки проектов второй очереди Ленинградской АЭС (энергоблоки 3, 4). Основной причиной доработки проекта стало ужесточение правил безопасности. В частности, была внедрена система баллонной САОР, САОР длительного расхолаживания, представленная 4 аварийными насосами. Система локализации аварии была представлена не баком-барботером, как ранее, а башней локализации аварий, способной аккумулировать и эффективно препятствовать выбросу радиоактивности при авариях с повреждением трубопроводов реактора. Были сделаны другие изменения. Основной особенностью третьего и четвёртого энергоблоков Ленинградской АЭС стало техническое решение о расположении РГК на высотной отметке, превышающей высотную отметку активной зоны. Это позволяло в случае аварийной подачи воды в РГК иметь гарантированный залив активной зоны водой. В дальнейшем это решение не применялось.
После строительства энергоблоков 3, 4 Ленинградской АЭС, находящейся в ведении Министерства среднего машиностроения, началось проектирование реакторов модели РБМК-1000 для нужд Минэнерго СССР. Как отмечалось выше, при разработке АЭС для Минэнерго, в проект вносились дополнительные изменения, призванные повысить надёжность и безопасность АЭС, а также увеличить её экономический потенциал. В частности, при доработке вторых очередей РБМК был применён барабан-сепаратор (БС) большего диаметра (внутренний диаметр доведён до 2,6 м), внедрена трёхканальная система САОР, первые два канала которых снабжались водой от гидробаллонов, третий — от питательных насосов. Увеличено количество насосов аварийной подачи воды в реактор до 9 штук и внесены другие изменения, существенно повысившие безопасность энергоблока (уровень исполнения САОР удовлетворял документам, действовавшим в момент проектирования АЭС). Существенно увеличились возможности системы локализации аварий, которая была рассчитана на противодействие аварии, вызванной гильотинным разрывом трубопровода максимального диаметра (напорный коллектор главных циркуляционных насосов (ГЦН) Ду 900). Вместо баков-барботеров первых очередей РБМК и башен локализации 3 и 4 блоков ЛАЭС, на РБМК второго поколения Минэнерго были применены двухэтажные бассейны-локализаторы, что существенно повысило возможности системы локализации аварий (СЛА). Отсутствие гермооболочки компенсировалось стратегией применения системы плотно-прочных боксов (ППБ), в которых располагались трубопроводы контура многократной принудительной циркуляции теплоносителя. Конструкция ППБ, толщина стен рассчитывались из условия сохранения целостности помещений при разрыве находящегося в нём оборудования (вплоть до напорного коллектора ГЦН Ду 900 мм). ППБ не охватывался БС и пароводяные коммуникации. Также при строительстве АЭС реакторные отделения строились дубль-блоком, что означает, что реакторы двух энергоблоков находятся по существу в одном здании (в отличие от предыдущих АЭС с РБМК, в которых каждый реактор находился в отдельном здании). Так были исполнены реакторы модели РБМК-1000 второго поколения: энергоблоки 3 и 4 Курской АЭС, 3 и 4 Чернобыльской АЭС, 1 и 2 Смоленской АЭС (итого, вместе с 3 и 4 блоком Ленинградской АЭС, 8 энергоблоков).

### После Чернобыльской аварии
До аварии на Чернобыльской АЭС в СССР существовали обширные планы строительства таких реакторов, однако после аварии планы по сооружению энергоблоков РБМК на новых площадках были свёрнуты. После 1986 года были введены в эксплуатацию два реактора серии РБМК: РБМК-1000 Смоленской АЭС (1990 год) и РБМК-1500 Игналинской АЭС (1987 год). Ещё один реактор модели РБМК-1000 5-го блока Курской АЭС находился в стадии достройки и к 2012 году было достигнуто ~85 % готовности, однако строительство было окончательно прекращено.
Развитие концепции канального уран-графитового реактора осуществляется в проектах МКЭР — Многопетлевой Канальный Энергетический Реактор.

## Характеристики РБМК
| Характеристика                                | РБМК-1000     | РБМК-1500     | РБМКП-2400 (проект) | МКЭР-1500 (проект) |
| --------------------------------------------- | ------------- | ------------- | ------------------- | ------------------ |
| Тепловая мощность реактора, МВт               | 3200          | 4800          | 5400                | 4250               |
| Электрическая мощность блока, МВт             | 1000          | 1500          | 2000                | 1500               |
| КПД блока (брутто), %                         | 31,25         | 31,25         | 37,04               | 35,3               |
| Давление пара перед турбиной, атм             | 65            | 65            | 65                  | 75                 |
| Температура пара перед турбиной, °C           | 280           | 280           | 450                 | 274                |
| Размеры активной зоны, м:                     |               |               |                     |                    |
| — высота                                      | 7             | 7             | 7,05                | 7                  |
| — диаметр (ширина×длина)                      | 11,8          | 11,8          | 7,05×25,38          | 14                 |
| Загрузка урана, т                             | 192           | 189           | 220                 |                    |
| Обогащение, % 235U                            |               |               |                     |                    |
| — испарительный канал                         | 2,6-3,0       | 2,6-2,8       | 1,8                 | 2-3,2              |
| — перегревательный канал                      | —             | —             | 2,2                 | —                  |
| Число каналов:                                |               |               |                     |                    |
| — испарительных                               | 1693-1661     | 1661          | 1920                | 1824               |
| — перегревательных                            | —             | —             | 960                 | —                  |
| Среднее выгорание, МВт·сут/кг:                |               |               |                     |                    |
| — в испарительном канале                      | 22,5          | 25,4          | 20,2                | 30-45              |
| — в перегревательном канале                   | —             | —             | 18,9                | —                  |
| Размеры оболочки твэла (диаметр×толщина), мм: |               |               |                     |                    |
| — испарительный канал                         | 13,5×0,9      | 13,5×0,9      | 13,5×0.9            | -                  |
| — перегревательный канал                      | —             | —             | 10×0,3              | —                  |
| Материал оболочек твэлов:                     |               |               |                     |                    |
| — испарительный канал                         | Zr + 2,5 % Nb | Zr + 2,5 % Nb | Zr + 2,5 % Nb       | -                  |
| — перегревательный канал                      | —             | —             | Нерж. сталь         | —                  |
| Число ТВЭЛов в кассете (ТВС)                  | 18            | 18            |                     |                    |
| Количество кассет (ТВС)                       | 1693          | 1661          |                     |                    |

## Конструкция
Одной из целей при разработке реактора серии РБМК было улучшение топливного цикла. Решение этой проблемы связано с разработкой конструкционных материалов, слабо поглощающих нейтроны и мало отличающихся по своим механическим свойствам от нержавеющей стали. Снижение поглощения нейтронов в конструкционных материалах даёт возможность использовать более дешёвое ядерное топливо с низким обогащением урана (по первоначальному проекту — 1,8 %). Позднее степень обогащения урана была увеличена.

### РБМК-1000

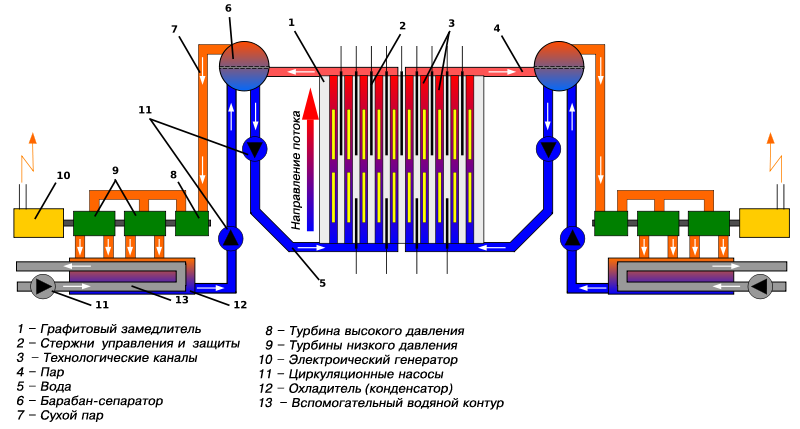
Схема энергоблока АЭС с реактором типа РБМК

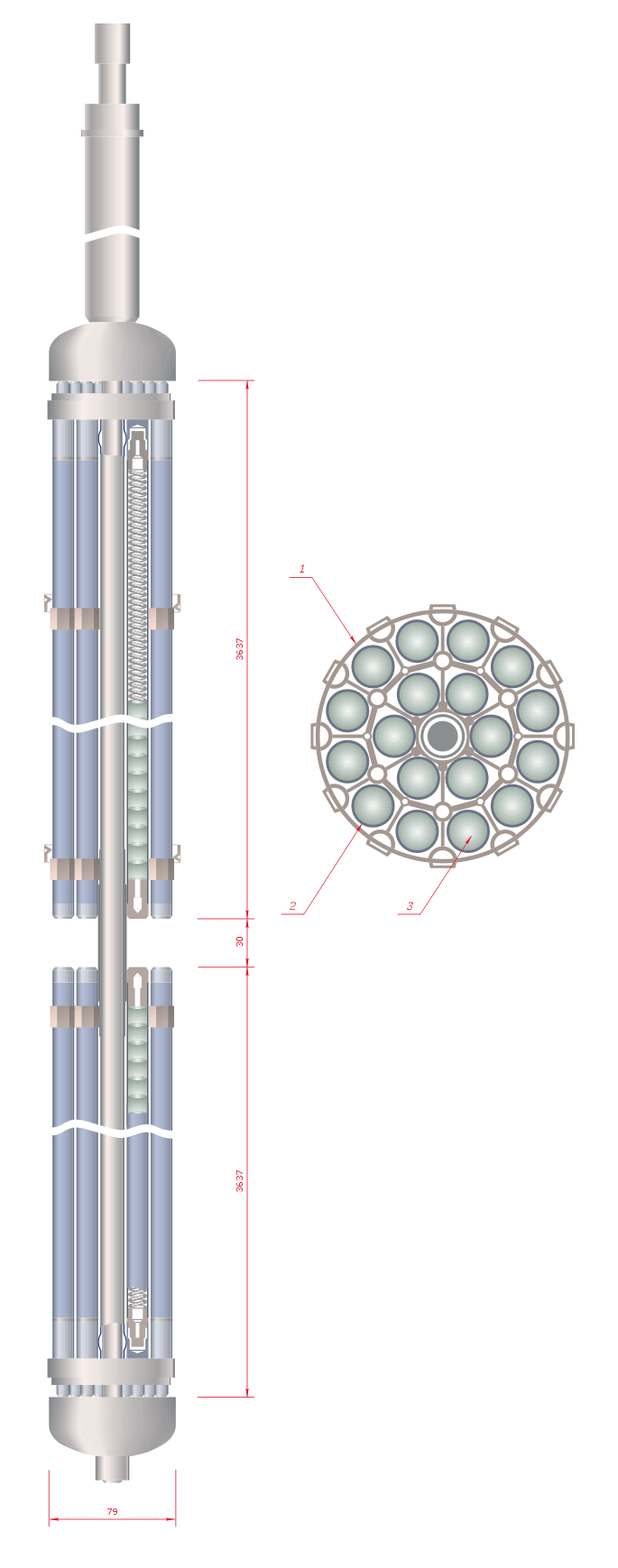
Тепловыделяющая сборка реактора РБМК:
1 — дистанционирущая проставка
2 — оболочка твэл
3 — таблетки ядерного топлива

Основу активной зоны РБМК-1000 составляет графитовый цилиндр высотой 7 м и диаметром 11,8 м, сложенный из блоков меньшего размера, который выполняет роль замедлителя. Графит пронизан большим количеством вертикальных отверстий, через каждое из которых проходит труба давления (также называемая технологическим каналом (ТК)). Центральная часть трубы давления, расположенная в активной зоне, изготовлена из сплава циркония с ниобием (Zr + 2,5 % Nb), обладающего высокой механической и коррозионной устойчивостью, верхние и нижние части трубы давления — из нержавеющей стали. Циркониевая и стальные части трубы давления соединены сварными переходниками.
При проектировании энергоблоков РБМК, в силу несовершенства расчётных методик, был выбран неоптимальный шаг решётки каналов. В результате реактор оказался несколько перезамедлен, что приводило к положительным значениям парового коэффициента реактивности в рабочей области, превышающим долю запаздывающих нейтронов. До аварии на Чернобыльской АЭС используемая методика расчёта кривой парового коэффициента реактивности (программа BMP), показывала, что несмотря на положительный ПКР в области рабочих паросодержаний, по мере роста паросодержания эта величина меняет знак, так что эффект обезвоживания оказывался отрицательным. Соответственно состав и производительность систем безопасности проектировалась с учётом этой характеристики. Однако, как оказалось после аварии на Чернобыльской АЭС, расчётное значение парового коэффициента реактивности в областях с высоким паросодержанием было получено неверно: вместо отрицательного, он оказался положительным. Для изменения парового коэффициента реактивности был выполнен ряд мероприятий, в том числе в некоторые каналы вместо топлива установлены дополнительные поглотители. В последующем, для улучшения экономических показателей энергоблоков с РБМК дополнительные поглотители извлекались, для достижения заданных нейтроно-физических характеристик стали применять топливо более высокого обогащения с выгорающим поглотителем (оксид эрбия).
В каждом топливном канале установлена кассета, составленная из двух тепловыделяющих сборок (ТВС) — нижней и верхней. В каждую сборку входит 18 стержневых твэлов. Оболочка твэла заполнена таблетками из диоксида урана. По первоначальному проекту обогащение по урану-235 составляло 1,8 %, но, по мере накопления опыта эксплуатации РБМК, оказалось целесообразным повышать обогащение. Повышение обогащения в сочетании с применением выгорающего поглотителя в топливе позволило увеличить управляемость реактора, повысить безопасность и улучшить его экономические показатели. В настоящее время осуществлён переход на топливо с обогащением 2,8 %.
Реактор серии РБМК работает по одноконтурной схеме. Циркуляция теплоносителя осуществляется в контуре многократной принудительной циркуляции (КМПЦ). В активной зоне вода, охлаждающая твэлы, частично испаряется и образующаяся пароводяная смесь поступает в барабаны-сепараторы. В барабан-сепараторах происходит сепарация пара, который поступает на турбоагрегат. Остающаяся вода смешивается с питательной водой и с помощью главных циркуляционных насосов (ГЦН) подаётся в активную зону реактора. Отсепарированный насыщенный пар (температура ~284 °C) под давлением 70—65 кгс/см2 поступает на два турбогенератора электрической мощностью по 500 МВт. Отработанный пар конденсируется, после чего, пройдя через регенеративные подогреватели и деаэратор, подаётся с помощью питательных насосов (ПЭН) в КМПЦ.
Реакторы модели РБМК-1000 установлены на Ленинградской АЭС, Курской АЭС, Чернобыльской АЭС, Смоленской АЭС.

### СУЗ (система управления и защиты)
В СУЗ РБМК-1000 второго поколения имеются следующие типы стержней регулирования:
АЗ — стержни аварийной защиты (24 шт.);
РР — стержни ручного регулирования (119 шт.);
УСП — укороченные стержни-поглотители (24 шт.);
АР — стержни автоматического регулирования (12 шт. до модернизации, после сокращено до 8);
ЛАР — стержни локального автоматического регулирования (12 шт.)
ПК-АЗ (ЛАЗ) — стержни перекомпенсации (24 шт.).
Стержни АР могут управляться как внутриреакторными датчиками (АРВ), так и боковыми ионизационными камерами (АРБ).

### РБМК-1500
В РБМК-1500 мощность повышена за счёт увеличения удельной энергонапряжённости активной зоны путём увеличения мощности ТК (топливных каналов)[прояснить] в 1,5 раза при сохранении его конструкции. Это достигается интенсификацией теплосъёма с твэлов при помощи применения в ТВК[прояснить] специальных интенсификаторов теплообмена (турбулизаторов) в верхней части обеих ТВС. Всё вместе это позволяет сохранить прежние габариты и общую конструкцию реактора.
В процессе эксплуатации выяснилось, что из-за высоких неравномерностей энерговыделения, периодически возникающие повышенные (пиковые) мощности в отдельных каналах приводят к растрескиванию оболочек твэлов. По этой причине мощность была снижена до 1300 МВт.
Данные реакторы были установлены на Игналинской АЭС (Литва).

### РБМК-2000, РБМК-3600, РБМКП-2400, РБМКП-4800, (прежние проекты)
В силу общей особенности конструкции реакторов серии РБМК, в которой активная зона, подобно кубикам, набиралась из большого числа однотипных элементов, идея дальнейшего увеличения мощности напрашивалась сама собой.

#### РБМК-2000, РБМК-3600
В проекте РБМК-2000 увеличение мощности планировалось за счёт увеличения диаметра топливного канала, числа твэлов в кассете и шага трубной решётки ТК. При этом сам реактор оставался в прежних габаритах.
РБМК-3600 был только концептуальным проектом, о его конструктивных особенностях известно мало. Вероятно, вопрос повышения удельной мощности в нём решался, подобно РБМК-1500, путём интенсификации теплосъёма, без изменения конструкции его основы РБМК-2000 — и, следовательно, без увеличения активной зоны.

#### РБМКП-2400, РБМКП-4800
В проектах РУ РБМКП-2400 и РБМКП-4800 активная зона имеет вид не цилиндра, а прямоугольного параллелепипеда. Для достижения температуры пара в 450 °C реакторы оснащены пароперегревательными каналами, а оболочки ТВЭЛов изготавливаются из нержавеющей стали. Чтобы канальные трубы не поглощали слишком много нейтронов, их можно оставить циркониевыми (Zr+Sn), а между ТВС и стенкой канала поставить кожух с насыщенным паром. Реакторы разделены на секции для остановки отдельных частей, а не всего реактора.
Данный тип реакторов планировался к установке по первоначальному проекту на Костромской АЭС.

### МКЭР (современные проекты)
Проекты РУ МКЭР являются эволюционным развитием поколения реакторов РБМК. В них учтены новые, ужесточившиеся требования безопасности и устранены главные недостатки прежних реакторов данного типа.
Работа МКЭР-800 и МКЭР-1000 основана на естественной циркуляции теплоносителя, интенсифицируемой водо-водяными инжекторами. МКЭР-1500 ввиду больших размеров и мощности работает с принудительной циркуляцией теплоносителя, развиваемой главными циркуляционными насосами. Реакторы серии МКЭР оснащены двойной защитной оболочкой — гермооболочкой: первая — стальная, вторая — железобетонная без создания предварительно напряжённой конструкции. Диаметр защитной оболочки МКЭР-1500 составляет 56 метров (соответствует диаметру гермооболочки Бушерской АЭС). Ввиду хорошего баланса нейтронов РУ МКЭР имеют весьма низкий расход природного урана (у МКЭР-1500 он составляет 16,7 г/МВт·ч (э) — самый низкий в мире).
Ожидаемый КПД — 35,2 %, срок службы 50 лет, обогащение 2,4 %.

## Достоинства
- Замена топлива без остановки реактора благодаря независимости каналов друг от друга (в частности, повышает коэффициент использования установленной мощности);
- Пониженное, по сравнению с корпусными ВВЭР, давление воды в первом контуре;
- Благодаря канальной конструкции отсутствует дорогостоящий корпус;
- Нет дорогостоящих и конструктивно сложных парогенераторов;
- Нет принципиальных ограничений на размер и форму активной зоны (например, она может быть в форме параллелепипеда, как в проектах РБМКП);
- Независимый контур системы управления и защиты (СУЗ);
- Широкие возможности осуществления регулярного контроля состояния узлов активной зоны (например, труб технологических каналов) без необходимости остановки реактора, и также высокая ремонтопригодность;
- Малое «паразитное» поглощение нейтронов в активной зоне (графит — меньший поглотитель нейтронов, чем вода), как следствие — более полное использование ядерного топлива;
- Более лёгкое (по сравнению с корпусными ВВЭР) протекание аварий, вызванных разгерметизацией циркуляционного контура, а также переходных режимов, вызванных отказами оборудования;
- Возможность формировать оптимальные нейтронно-физические свойства активной зоны реактора (коэффициенты реактивности) на стадии проектирования;
- Незначительные коэффициенты реактивности по плотности теплоносителя (современный РБМК);
- Возможность наработки радионуклидов технического и медицинского назначения, а также радиационного легирования различных материалов;
- Отсутствие (по сравнению с корпусными ВВЭР) необходимости применения борного регулирования;
- Более равномерное и глубокое (по сравнению с корпусными ВВЭР) выгорание ядерного топлива;
- Возможность работы реактора с низким ОЗР — оперативным запасом реактивности (современные проекты, например, так и не достроенный пятый энергоблок Курской АЭС);
- Более дешёвое топливо из-за более низкой степени обогащения, хотя загрузка топливом значительно выше (в общем топливном цикле используют переработку отработанного топлива от ВВЭР);
- Поканальное регулирование расходов теплоносителя через каналы, позволяющее контролировать теплотехническую надёжность активной зоны;
- Тепловая инертность активной зоны, существенно увеличивающая запасы до повреждения топлива во время возможных аварий;
- Независимость петель контура охлаждения реактора (в РБМК — 2 петли), что позволяет локализовать аварии в одной петле.

## Недостатки
- Большое количество трубопроводов и различных вспомогательных подсистем (например, запорно-регулирующей арматуры) требует наличия большого количества высококвалифицированного персонала (если сравнить Калининскую АЭС (ВВЭР) с Курской, то окажется, что на Курской работает на 900 человек больше, а электроэнергии было выработано меньше[14]);
- Необходимость проведения поканального регулирования расходов, что может повлечь за собой аварии, связанные с прекращением расхода теплоносителя через канал;[источник не указан 239 дней]
- Недостаточная система управления тепловыделением в слоях реактора (корректная процедура управления искривлением поля тепловыделения по слоям появилась в 1995 году — введение полнодлинных стержней управляющей группы СУЗ (управления слоями тепловыделения) без концевого вытеснителя);[источник не указан 239 дней]
- Недостаточная система контроля нейтронного потока (штатные приборы по КНИ были и так ненадёжны, но никто не принял во внимание систему контроля, предложенную Курчатовским институтом — чуть позже она сыграла серьёзную роль в организации системы пуска ряда реакторов на штатном топливе);[источник не указан 1109 дней]
- В одноконтурной схеме оборудование работает в радиационных условиях, что осложняет его непосредственную эксплуатацию для людей, и даже при небольшой аварии служит источником радиоактивного заражения[15];
- Большее годовое облучение персонала по сравнению с реакторами типа ВВЭР[16][17][18];
- Большее количество активированных конструкционных материалов из-за больших размеров A3Р и металлоёмкости РБМК, остающихся после вывода из эксплуатации и требующих утилизации[19][20][21][22][23][24];
- Отсутствие технологии утилизации графита при выводе из эксплуатации, период полураспада 14C составляет 5730 лет. Это высокоактивные долгоживущие радиоактивные отходы и могут храниться (хорониться) только в глубоких геологических формациях. Эффективный механизм накопления достаточных средств для этого (для 4-х энергоблоков ЛАЭС это может составить до 7 млрд. Евро) в настоящее время отсутствует[25].
- Технология переработки ОЯТ реакторов модели РБМК-1000 экономически нецелесообразна[25]

## Практика эксплуатации
В общей сложности было сдано в эксплуатацию 17 энергоблоков с РБМК. Срок окупаемости серийных блоков второго поколения составил 4—5 лет.
Согласно базе данных PRIS МАГАТЭ, кумулятивный КИУМ по всем действующим энергоблокам составляет для РБМК — 69,71 %; для ВВЭР — 71,54 % (данные по Российской Федерации с начала ввода блока по 2008 год; учтены только действующие блоки).

### Распухание графита
В 2011 году очередное обследование состояния реактора первого энергоблока ЛАЭС выявило преждевременное искривление графитовой кладки, вызванное радиационным распуханием графита и его последующим растрескиванием. В 2012 году, на 37-м году эксплуатации, реактор был остановлен в связи с достижением предельных величин смещения кладки. В течение 1,5 лет были найдены технологические решения, позволившие уменьшить деформацию кладки путём пропилов в графите, компенсирующих распухание и формоизменение.
В 2013 году реактор вновь был запущен, однако увеличивающиеся темпы накопления дефектов потребовали проведения практически ежегодных работ по коррекции кладки. Тем не менее, удалось сохранить работоспособность реактора вплоть до окончания планового срока службы в 2018 году. Уже в 2013 году аналогичные работы понадобилось начать на втором энергоблоке Курской АЭС, в 2014 году — на втором энергоблоке ЛАЭС, в 2015 году — на первом энергоблоке Курской АЭС.

## Крупные аварии на энергоблоках с РБМК
Наиболее серьёзные инциденты на АЭС с реакторами серии РБМК:
- 1975 — авария с разрывом одного канала на первом блоке ЛАЭС и выбросом радиоактивных веществ в окружающую среду;
- 1982 — разрыв одного канала на первом блоке ЧАЭС;
- 1986 — тяжёлая авария с массовым разрывом каналов на четвёртом блоке ЧАЭС и разрушением активной зоны, приведшая к радиоактивному заражению большой территории;
- 1991 — пожар в машинном зале второго блока ЧАЭС (авария связана в первую очередь с нештатной ситуацией на турбогенераторе);
- 1992 — разрыв одного канала на третьем блоке ЛАЭС.

Авария 1975 года на ЛАЭС многими специалистами считается предтечей Чернобыльской аварии 1986 года.
Авария 1982 года, согласно внутреннему анализу главного проектировщика (НИКИЭТ), была связана с действиями оперативного персонала, грубо нарушившего технологический регламент.
Причины аварии 1986 года были и остаются предметом горячих споров. Различные группы исследователей приходили к различным заключениям о причинах аварии. Официальная правительственная комиссия СССР назвала в качестве главной причины действия персонала, нарушавшие технологический регламент. Данной точки зрения также придерживается главный проектировщик — НИКИЭТ. Комиссия Госатомнадзора СССР пришла к выводу о том, что главной причиной аварии являлась неудовлетворительная конструкция реактора. С учётом доклада Госатомнадзора СССР свои выводы об аварии скорректировало МАГАТЭ. После аварии 1986 года проведена большая научно-техническая работа по модернизации безопасности реактора и его управления.
Авария 1991 года в машинном зале второго блока ЧАЭС была вызвана отказами оборудования, не зависящими от реакторной установки. В процессе аварии вследствие пожара произошло обрушение кровли машинного зала. В результате пожара и обрушения кровли были повреждены трубопроводы подпитки реактора водой, а также заблокирован в открытом положении паросбросный клапан БРУ-Б. Несмотря на многочисленные отказы систем и оборудования, сопровождавшие аварию, реактор проявил хорошие свойства самозащищённости (благодаря своевременным действиям оперативного персонала в части подпитки КМПЦ по нештатной схеме), что предотвратило разогрев и повреждение топлива.
Разрыв одного канала на третьем блоке ЛАЭС в 1992 году был вызван дефектом клапана.

## Состояние на 2024 год
По состоянию на 2024 год эксплуатируется 7 энергоблоков с РБМК на трёх АЭС: Ленинградской, Курской, Смоленской. Два блока на ЛАЭС и два блока на КуАЭС планово остановлены из-за выработки ресурса. По политическим причинам (в соответствии с обязательствами Литвы перед Евросоюзом) прекратилась работа двух энергоблоков на Игналинской АЭС. Также остановлено три энергоблока (№ 1, 2, 3) на Чернобыльской АЭС; ещё один блок (№ 4) ЧАЭС был разрушен в результате аварии 26 апреля 1986 года.
Закладка новых или достройка существующих недостроенных блоков РБМК в России в настоящее время не планируется.
Например, принято решение о строительстве Центральной АЭС с использованием ВВЭР-1200 на месте Костромской АЭС, на которой изначально планировалось установить РБМК.
Также было принято решение не достраивать 5-й энергоблок Курской АЭС, несмотря на то, что он уже имел высокую степень готовности — оборудование реакторного цеха смонтировано на 70 %, основное оборудование реактора серии РБМК — на 95 %, турбинного цеха — на 90 %.
| Энергоблок  | Тип реактора | Состояние                              | Мощность (МВт) |
| ----------- | ------------ | -------------------------------------- | -------------- |
| Чернобыль-1 | РБМК-1000    | остановлен в 1996 году                 | 1000           |
| Чернобыль-2 | РБМК-1000    | остановлен в 1991 году                 | 1000           |
| Чернобыль-3 | РБМК-1000    | остановлен в 2000 году                 | 1000           |
| Чернобыль-4 | РБМК-1000    | разрушен аварией в 1986 году           | 1000           |
| Чернобыль-5 | РБМК-1000    | строительство остановлено в 1987 году  | 1000           |
| Чернобыль-6 | РБМК-1000    | строительство остановлено в 1987 году  | 1000           |
| Игналина-1  | РБМК-1500    | остановлен в 2004 году                 | 1300           |
| Игналина-2  | РБМК-1500    | остановлен в 2009 году                 | 1300           |
| Игналина-3  | РБМК-1500    | строительство остановлено в 1988 году  | 1500           |
| Игналина-4  | РБМК-1500    | проект отменён в 1988 году             | 1500           |
| Кострома-1  | РБМК-1500    | строительство остановлено в 1990 году  | 1500           |
| Кострома-2  | РБМК-1500    | строительство остановлено в 1990 году  | 1500           |
| Курск-1     | РБМК-1000    | остановлен в 2021 году                 | 1000           |
| Курск-2     | РБМК-1000    | остановлен в 2024 году                 | 1000           |
| Курск-3     | РБМК-1000    | активен (будет остановлен в 2033)      | 1000           |
| Курск-4     | РБМК-1000    | активен (будет остановлен в 2035)      | 1000           |
| Курск-5     | РБМК-1000    | строительство остановлено в 2012 году  | 1000           |
| Курск-6     | РБМК-1000    | строительство остановлено в 1993 году  | 1000           |
| Ленинград-1 | РБМК-1000    | остановлен в 2018 году                 | 1000           |
| Ленинград-2 | РБМК-1000    | остановлен в 2020 году                 | 1000           |
| Ленинград-3 | РБМК-1000    | активен (будет остановлен в 2030 году) | 1000           |
| Ленинград-4 | РБМК-1000    | активен (будет остановлен в 2030 году) | 1000           |
| Смоленск-1  | РБМК-1000    | активен (будет остановлен 2032 году)   | 1000           |
| Смоленск-2  | РБМК-1000    | активен (будет остановлен в 2035 году) | 1000           |
| Смоленск-3  | РБМК-1000    | активен (будет остановлен в 2040 году) | 1000           |
| Смоленск-4  | РБМК-1000    | строительство остановлено в 1993 году  | 1000           |

## Список сокращений, терминология РБМК[37]
- АВР — автоматический ввод резерва
- AЗ — активная зона
- АЗ-5 — аварийная защита 5 (система аварийной защиты, устанавливаемая в энергоблоках с реакторами РБМК)
- АЗ-1 — аварийная защита 1 (снижение мощности реактора до 60 % от номинальной мощности)
- АЗ-2 — аварийная защита 2 (снижение мощности реактора до 50 % от номинальной мощности)
- АЗМ — аварийная защита (сигнал) по превышению мощности
- АЗРТ — аварийная защита реакторной установки по технологическим параметрам (система)
- АЗС — аварийная защита (сигнал) по высокой температуре
- АЗС-П — аварийная защита по аварийному увеличению скорости нарастания мощности в пусковом диапазоне
- АЗС-Р — аварийная защита по скорости в рабочем диапазоне мощности реактора
- АСУТП — автоматизированная система управления технологическими процессами
- АИС — автоматизированная измерительная система
- АПН — аварийный питательный насос
- АР — автоматический регулятор
- АСКРО — автоматизированная система контроля радиационной обстановки
- АЭС — атомная электростанция
- БАЗ — быстродействующая аварийная защита
- БМКР — быстрый мощностной коэффицент реактивности
- ББ — бассейн-барботер
- БИК — боковая ионизационная камера
- БОУ — блочная обессоливающая установка
- БРУ-Б — быстродействующее редукционное устройство со сбросом в барботер
- БРУ-Д — быстродействующее редукционное устройство со сбросом в деаэратор
- БРУ-К — быстродействующее редукционное устройство со сбросом в конденсатор турбины
- БРУ-ТК — быстродействующее редукционное устройство со сбросом в технологический конденсатор
- БС — барабан-сепаратор
- БСМ — быстрое снижение мощности
- БЩУ — блочный щит управления
- БЩУ-Н — БЩУ (неоперативный)
- БЩУ-О — БЩУ (оперативный)
- БПУ — блочная панель управления (такая формулировка используется вместе с БЩУ)
- БПВ — бак питательной воды
- ВЗД — внутризонный датчик
- ВК — верхний концевой выключатель
- ВРД-Р — внутриреакторный датчик (контроля энерговыделения) радиальный
- ВРД-В — внутриреакторный датчик (контроля энерговыделения) высотный
- ВСРО — вспомогательные системы реакторного отделения
- ВИК — высотная ионизационная камера
- ВИУБ (СИУБ) — ведущий (старший) инженер управления блоком
- ВИУР (СИУР) — ведущий (старший) инженер управления реактором
- ВИУТ (СИУТ) — ведущий (старший) инженер управления турбиной
- ГПК — главный предохранительный клапан
- ГЦК — главный циркуляционный контур
- ГЦН — главный циркуляционный насос
- ДКЭ (р), (в) — датчик контроля энерговыделения (радиальный), (высотный)
- ДП — дополнительный поглотитель
- ДРЕГ — диагностическая регистрация параметров
- ДРК — дроссельно-регулирующий клапан
- ДЭ — деаэраторная этажерка
- ЖРО — жидкие радиоактивные отходы
- ЗРК — запорно-регулирующий клапан
- ИПУ — импульсное предохранительное устройство
- ИСС — информационно-измерительная система
- КГО — контроль герметичности оболочки (твэлов)
- КД — камера деления
- КИУМ — коэффициент использования установленной мощности
- КМПЦ — контур многократной принудительной циркуляции
- КН — конденсатный насос
- КНИ — канал нейтронный измерительный
- КОО — канал охлаждения отражателя
- КПР — капитально-плановый ремонт
- КРО — кластерный регулирующий клапан
- КУС — ключ управления стержнями
- КЦТК — контроль целостности технологических каналов (система)
- ЛАЗ — локальная аварийная защита
- ЛАР — локальный автоматический регулятор
- МАГАТЭ — Международное агентство по атомной энергии
- МЗР — максимальный запас реактивности
- МПА — максимальная проектная авария
- МТК — мнемотабло технологических каналов
- МФК — минимальный физический уровень мощности
- МЭКР — максимальный эффективный коэффицент размножения
- НВК — нижние водяные коммуникации
- НК — напорный коллектор
- НСБ — начальник смены блока
- НСС — начальник смены станции
- НФХ — нейтронно-физические характеристики
- ОЗР — оперативный запас реактивности (условных «стержней»)
- ОК — обратный клапан
- ОПБ — «Общие положения безопасности»
- ПЯБ — «Правила ядерной безопасности»
- ПВД — подогреватель высокого давления
- ПВК — пароводяные коммуникации
- ПКД — паровой компенсатор давления
- ПК-АЗ — режим действия группы стержней перекомпенсации
- ПН — питательный насос
- ППБ — плотно-прочный бокс
- ППР — планово-предупредительный ремонт
- ПРИЗМА — программа измерения мощности аппарата
- ПСУ — пассивное спринклерное устройство
- ПЭН — питательный электронасос
- РБМК — реактор большой мощности канальный (кипящий)
- РА, РБ — секция шин 6кВ собственных нужд основного питания категорий А, Б турбогенератора
- РНА, РНБ — секция шин 6кВ собственных нужд надёжного питания категорий А, Б турбогенератора
- РВ — резервное возбуждение турбины
- РГК — раздаточно-групповой коллектор
- РЗМ — разгрузочно-загрузочная машина
- РЗК — разгрузочно-загрузочный комплекс
- РК СУЗ — рабочий канал системы управления и защиты
- РП — реакторное пространство
- РР — ручное регулирование
- РУ — реакторная установка
- САОР — система аварийного охлаждения реактора
- СБ — системы безопасности
- СВП — стержень выгорающего поглотителя
- СГО — система герметичного ограждения
- СДИВТ — старший дежурный инженер вычислительной техники
- СЛА — система локализации аварий
- СП — стержень-поглотитель
- СПИР — система продувки и расхолаживания
- СПОТ — система пассивного отвода тепла
- СРК — стопорно-регулирующий клапан
- СТК — система технологического контроля
- СУЗ — система управления и защиты
- СФКРЭ — система физического контроля распределения энерговыделения
- СЦК «Скала» — система централизованного контроля (СКАЛА — система контроля аппарата Ленинградской АЭС)
- ТВС — тепловыделяющая сборка
- ТВЭЛ — тепловыделяющий элемент
- ТГ — турбогенератор
- ТК — технологический канал
- ТН — теплоноситель
- УЗСП — усилитель защиты по скорости пускового диапазона
- УСП — укороченный стержень-поглотитель (ручной)
- УТЦ — учебно-тренировочный центр
- ЯТ — ядерное топливо
- ЯТЦ — ядерный топливный цикл
- ЯЭУ — ядерная энергетическая установка
- АЗММ - аварийная защита (сигнал) по диапазону малой мощности